# Austrolestes cheesmanae
Austrolestes cheesmanae är en trollsländeart som beskrevs av Douglas E. Kimmins 1936. Austrolestes cheesmanae ingår i släktet Austrolestes och familjen glansflicksländor. Inga underarter finns listade i Catalogue of Life.